# ألست أنا إمرأة؟ (كتاب)
'لستُ أنا امرأة؟: النساء السود والنسوية هو كتاب صدر عام 1981م بواسطة (بيل هوكس) تمت عنونته على أساس عنوان خطاب (سوجورنري تروث) «ألستُ أنا إمرأة؟».
(هوكس) درست تأثير التمييز العنصري والجنسي على النساء السود، حركة الحقوق المدنية، والحركات النسوية لـحق الاقتراع حتى السبعينات، لقد جادلت بالنقاش عن أن تقارب فترة التمييز العنصري والعرقي أثناء الاستعباد أسهم في حصول النساء السود على أسوأ الأوضاع في أي فئة من فئآت المجتمع الأمريكي. النساء البيض اللاتي يُنادين بـإلغاء العبودية، وبمنح المرأة حق الاقتراع عادة ما يكنَّ أكثر ارتياحاً مع الذكور السود الذين يدعون لمنع نفس الشيء مثل (فريدريك ددوجلاس)، بينما العُنصريين الجنوبيين والأفكار المُقولبة عن الاختلاط بين الجنسين لدى الإناث السود واللاأخلاقية سببت اعتراضاتٍ أينما تحدثت النساء السود.
«أشارت هوكس إلى: أن هؤلاء الإصلاحات من الإناث البيض كُن أكثر اعتباراً لأخلاقيات البيض عن الظروف التي تسببت بها هذه الأخلاق للأمريكيين السود.»
عِلاوةً على ذلك، لقد ناقشت مُجادلةً أن الأفكار المُقولبة التي تم وضعها أثناء الاستعباد ما تزال تؤثر على النساء السود اليوم. ناقشت جدلاً أن الاستعباد سمح للمجتمع الأبيض بوضع صورة نمطية للمرأة البيضاء على أنها الإلهه العذراء النقية ووضع النساء السود موضع البغية المُغرية.
الصورة النمطية وُضعت مُسبقاً على جميع النساء، مما يسوغ تقليل قيمة الأنوثة السوداء واغتصاب النساء السود. العمل الذي أُجبرت النساء السوداوات على القيام به، سواءً في العبودية أو في مكان عملٍ تميزي غير عادل، إن هذا من شأنه أن يكون تجرُداً من الانتماء الجنسي للنساء البيض اللواتي تم استخدامهن ضد النساء السود كدليل على سلوكياتهم الهشة المُتآكلة.
بيل هوكس جادلت بأن القومية السوداء كانت إلى حدٍ كبير حركة أبوية مُهيمنة بواسطة الذكور وكارهة للنساء، ساعيةً للتغلب على الانقسامات العرقية من خلال تعزيز التحيز الجنسي، وهذا سرعان ما أدى إلى طريق مسدود يقود نحو فكرة إضعاف الأمومية السوداء تلك الفكرة التي اقترحها (دانيال باتريك مونيهان)، الذي غالباً ما ينتقد نظريات (بيل هوكس).
بنفس الوقت، قالت: «الحركة النسوية»، هي قضية من الطبقة البيضاء المتوسطة والعليا إلى حدٍ كبير، ولم تتحدث بوضوح عن احتياجات النساء الفقرات والنساء من غير البيض، وبالتالي تؤدي إلى تعزيز العنصرية الجنسية، والعرقية، والطبقية، لقد أشارت إلى أن هذا يفسر انخفاض عدد النسوة السود اللواتي شاركن في الحركة النسوية بالسبعينات، مُشيرةً نحو (لويس هاريس، وڨيرجينيا سليمز) اللتان قامتا باستطلاع لصالح شركة (فيليب موريس) عام 1972م، حيث قالت إن الاستطلاع يُظهر اثنين وستين بالمئة من النساء السود قد قُمن بدعم «الجهود الرامية إلى تغيير وضع المرأة» وسبعةً وستين بالمئة «يتعاطفن مع حركة حقوق المرأة»، مُقارنةً بخمسةٍ وأربعين بالمئة وخمسةٍ وثلاثين بالمئة من النساء البيض (كذلك نفس ما قالته ستاينم في ذاك العام، 1972م).
هذا الكتاب يُستخدم عادةً في دراسات النوع الاجتماعي، الدراسات السوداء (أي تتعلق بلأمريكيين الأفارقة)، ودورات الفلسفة.

## وصلات خارجية
1. ↑  "Ain't I a Woman?". debate.org. Archived from the original on 11 November 2013. Retrieved 11 November 2013. "نسخة مؤرشفة". مؤرشف من الأصل في 2015-06-10. اطلع عليه بتاريخ 2018-07-24.